# Boshra Salem
Boshra Salem là giáo sư, người sáng lập và là chủ tịch khoa Khoa học Môi trường tại Đại học Alexandria ở Alexandria, Ai Cập. Bà là chủ tịch Hội đồng điều phối Quốc tế (ICC) Con người và Sinh quyển (MAB) của UNESCO và phục vụ cho Ủy ban lập kế hoạch và đánh giá khoa học của Hội đồng Khoa học Quốc tế (ICSU). Bà nhận được nhiều giải thưởng lớn nhỏ, bao gồm cả việc được công nhận là một nhà khoa học nữ xuất sắc trong Hội trường Danh vọng Khoa học Phụ nữ của Đại sứ quán Hoa Kỳ tại Cairo, Ai Cập.

## Học vấn
Boshra Salem đã được trao bằng tiến sĩ tại Đại học Alexandria và Cao đẳng Hoàng gia London vào năm 1989. Bà nghiên cứu cách sử dụng đất ở những vùng đất khô cằn bằng kỹ thuật viễn thám. Với vai trò là nghiên cứu sinh sau khi học tiến sĩ tại Đại học London (1994) và Đại học Maryland (1996) bà đã làm việc với các công cụ tính toán và cơ sở dữ liệu để quản lý thông tin địa lý và môi trường.

## Nghiên cứu
Lĩnh vực nghiên cứu yêu thích của Salem chủ yếu là suy thoái đất và sa mạc hóa trong môi trường khô cằn, và sử dụng viễn thám, ứng dụng GIS và cơ sở dữ liệu điện tử để theo dõi và thay đổi mô hình. Bà tham gia vào việc phát triển các khu bảo tồn và dự trữ sinh quyển nhằm bảo tồn đa dạng sinh học, đánh giá tác động môi trường, đánh giá môi trường chiến lược và các nguồn năng lượng mặt trời thay thế. Bà đã phát triển một dự án khử muối mặt trời mang tính quốc tế cho cộng đồng người Bedouin.
Bà là trưởng nhóm dự án Dự trữ Sinh quyển Omayed của Ai Cập, dự án đã nhận giải Giải thưởng Qaboos Sultan về bảo tồn môi trường năm 1997 vì hiệu quả của nó với vùng sa mạc miền Tây của Ai Cập và hợp tác với Caroline King-Okumu và nhiều người khác trong dự án Quản lí Bền vững vùng đất khô hạn (SUMAMAD).

## Giải thưởng
- 1990, Giải Khoa học trẻ MBA UNESCO, với "Phát hiện các thay đổi môi trường theo thời gian trong vùng đất khô cằn bằng cảm biến từ xa. Nghiên cứu điển hình: sa mạc ven biển phía bắc Ai Cập"[9]
- 1997, Giải thưởng Qaboos Sultan về bảo tồn môi trường, cho Khoa Khoa học Môi trường, Khoa Khoa học Đại học Alexandria (Ai Cập) với công trình Dự trữ Sinh quyển Omayed[10]
- 2009, Giải Khoa học trẻ UNESCO: Michel Batisse cấp cho các nghiên cứu trường hợp quản lý dự trữ sinh quyển[11]
- 2013, Hội trường Danh vọng Khoa học Phụ nữ của Đại sứ quán Hoa Kỳ tại Cairo, Ai Cập, tôn vinh các nhà khoa học nữ xuất sắc vùng Trung Đông và Bắc Phi[12]